# Virtual Network Computing
Virtual Network Computing (VNC) — протокол надання доступу до віддаленого комп'ютера у мережі TCP/IP з будь-якого іншого комп'ютера або мобільного пристрою з метою відслідковування (моніторингу) та дистанційного керування (remote control). Для здійснення такої взаємодії потрібно встановити програмне забезпечення VNC, яке показує у вікні вашого комп'ютера весь екран (десктоп) віддаленого комп'ютера та передає йому коди натиснутих клавіш та команди мишки, таким чином надаючи користувачу повний «ефект присутності».

## Історія
Дослідницька лабораторія Olivetti & Oracle (ORL) у Кембриджі у Великій Британії розробила VNC у той час, коли Olivetti та корпорація Oracle володіли лабораторією. У 1999 році AT&T придбала лабораторію, а в 2002 році закрила дослідницькі роботи лабораторії.
Серед розробників, які працювали над VNC ще в AT&T Research Lab:
- Трістан Річардсон (винахідник)
- Енді Хартер (керівник проєкту)
- Квентін Стаффорд-Фрейзер
- Джеймс Везерол
- Енді Хоппер

Після закриття ORL у 2002 році кілька членів команди розробників (включаючи Річардсона, Хартера, Везеролла та Хоппера) створили RealVNC, щоб продовжити роботу над відкритим і комерційним програмним забезпеченням VNC під такою назвою.
Оригінальний вихідний код під ліцензією GPL використано в кількох інших версіях VNC. Таке розгалуження не призвело до проблем із сумісністю, оскільки протокол RFB розроблено таким чином, щоб бути розширюваним. Клієнти та сервери VNC узгоджують свої можливості за допомогою квитування, щоб використовувати найбільш відповідні параметри, які підтримуються на обох кінцях.
Станом на 2013 рік RealVNC Ltd заявляє про те, що термін «VNC» є зареєстрованим товарним знаком у Сполучених Штатах та інших країнах.

## Програмне забезпечення
Існує безкоштовне та вільне для використання згідно з GPL (General Public License, Open Source) програмне забезпечення VNC: TightVNC.

## Операційні системи, що підтримуються
Підтримуються практично всі загальновідомі операційні системи: Windows, Unix, Linux, OS X.